# Unifying Theories of Programming
Unifying Theories of Programming je knjiga o programskoj semantici. Pokazuje kako se denotacijska semantika, operacijska semantika i algebarska semantika mogu kombinirati u unificirani okvir za formalnu specifikaciju, dizajn i implementaciju programa i računalnih sustava.
Autori knjige su C.A.R. Hoare i He Jifeng, a objavljena je 1998. pod Prentice Hall International Series in Computer Science (ISBN 0-13-458761-8).

## Vanjske poveznice
- Citations  Arhivirana inačica izvorne stranice od 11. ožujka 2007. (Wayback Machine) koje popisuje CiteSeer
- Kolegij  Arhivirana inačica izvorne stranice od 11. ožujka 2007. (Wayback Machine) zasnovan na ovoj knjizi pri University of York
- Unificirane teorije programskih jezika, istraživanje pri Oxford University Computing Laboratory